# 湯あたり
湯あたり (ゆあたり) とは、長時間または繰り返し温泉に入ることで入浴後数日で起こる体調不良を指す。温泉の効果によるものであり、「のぼせ」や「湯疲れ」と混同されやすい。症状は泉質や体質によって様々である。

## 概要
長期の湯治などで頻繁に温泉に入浴すると、1週間前後で体に不調を生じる場合があり、一般に「湯あたり」と呼ばれる。これは温泉の効果によるもので、「好転反応」と呼ばれ、温泉と身体との作用により、回復する過程の一つである。従って一般家庭の風呂での入浴による体調不良は湯あたりとは言えない。かつては、湯あたりが出た際には、赤飯を炊いて祝う地域もあった。
定義として、入浴直後の体調は問題ないのに、翌日から数日後に体調不良になることを指す。一般的には、好転反応であるので、一時的なものであり、この好転反応を繰り返すことにより、湯あたりしにくく、体にも良い効果が得られるとされる。ただし、湯あたりの全てが好転反応だとは限らず、泉質が体に合わないことによる体調不良という場合もあり得る。好転反応か、その他の体調不良かは区別がつきにくく、注意を要する。湯あたりと混同されるものに「のぼせ」がある。長時間入浴すると血管が膨張し頭に血がのぼってしまいのぼせてしまう。また長時間の入浴で脱水症状や熱疲労が起こり体調が悪くなることは「湯疲れ」という。
硫黄泉、酸性泉、放射能泉は湯あたりしやすく、単純温泉はしにくいとされる。

## 症状・原因
代表的な症状は身体のだるさ、倦怠感、吐き気、嘔吐、食欲不振の他、腹痛、下痢、寒気など多様であり、通常2日から1週間程度の間で起こり、長く続かないのが特徴である。
42度以上の温泉は、血圧と心拍数を上げるため心臓などの循環器への負担がかかり、湯あたりしやすくなる。バセドウ病、自律神経失調症、更年期障害、多血症などの持病がある場合も湯あたりしやすい。また、食後すぐに入浴すると、消化器に血液が集まらず消化不良になりやすい。

## 予防・対処
湯あたりは、入浴による体温上昇が原因で引き起こされることが多いため、入浴前に水分補給をしておく。湯に入る前に手足から体に十分かけ湯をする。特に熱い温泉の場合は休憩をこまめにとるなどで湯あたりの症状を軽減できるとされる。熱によりビタミンCが損なわれるためオレンジジュースなどでビタミンCを補給すると良い。飲酒後の入浴は避ける。
もし入浴中に湯あたりの症状が出た場合は、「のぼせ」や「湯疲れ」と同様にゆっくりと湯から上がり、座るか横になるかして安静にする。周りに声をかけてスタッフを呼んできてもらうのも良い。重症の場合は、最寄りの病院を受診する。入浴中でない湯あたりの場合は、その日の入浴は避け、楽な姿勢で安静にする。